# شویتزر ای‌جی‌ام ۲-۳۷
شویتزر ای‌جی‌ام ۲–۳۷ (به انگلیسی: Schweizer_SGM_2-37) یک هواگرد ملخ‌پیشین تک‌موتوره از نوع موتورگلایدر ساخت شرکت شویتزر است. هواگرد نخستین پروازش را در ۱۹۸۲ میلادی انجام داد. این هواگرد در سال ۱۹۸۲ میلادی رسماً معرفی گردید و در سال‌های ۱۹۸۲–۱۹۸۸ تولید شده‌است. در مجموع، تعداد 12 فروند از این هواگرد ساخته شده‌است.
طراح این هواگرد، Leslie Schweizer بود.